# CA Belgrano
A CA Belgrano egy argentin labdarúgócsapat Córdoba városában. A egyesületet 1905. március 19-én alapították. A klub jelenleg az első osztályban szerepel és a 35 000 néző befogadására alkalmas El Gigante de Alberdiben játssza hazai mérkőzéseit.
A klub 1968 óta több alkalommal is szerepelt már az első osztályban, legutoljára 2022-ben jutottak fel a másodosztályból.

## Sikerei, díjai
Primera Nacional
- Feljutók (1): 2022

## Jelenlegi keret
2024. augusztus 30. szerint.
| #  |     | Poszt | Név                                                         |
| -- | --- | ----- | ----------------------------------------------------------- |
| 1  | ARG | K     | Ignacio Chicco                                              |
| 2  | ARG | V     | Aníbal Leguizamón                                           |
| 5  | ARG | KP    | Lucas Menossi                                               |
| 6  | ARG | V     | Alejandro Rébola                                            |
| 7  | ARG | CS    | Matías Suárez                                               |
| 8  | ARG | KP    | Gabriel Compagnucci                                         |
| 9  | ARG | CS    | Lucas Passerini                                             |
| 10 | CHI | KP    | Matías Marín                                                |
| 11 | PER | CS    | Bryan Reyna                                                 |
| 12 | ARG | CS    | Ulises Sánchez                                              |
| 13 | ARG | V     | Nicolás Meriano                                             |
| 14 | ARG | KP    | Matías Palavecino (kölcsönben az Coquimbo Unido csapatától) |
| 16 | ARG | KP    | Esteban Rolón (kölcsönben a Boca Juniors csapatától)        |
| 19 | ARG | CS    | Pablo Chavarría                                             |
| 21 | ARG | KP    | Ignacio Tapia                                               |

| #  |     | Poszt | Név                                                       |
| -- | --- | ----- | --------------------------------------------------------- |
| 22 | ARG | CS    | Uvita Fernández                                           |
| 23 | ARG | KP    | Facundo Quignón                                           |
| 24 | ARG | KP    | Francisco González Metilli                                |
| 25 | PAR | K     | Juan Espínola (kölcsönben az Olimpia Asunción csapatától) |
| 26 | ARG | CS    | Facundo Lencioni                                          |
| 28 | ARG | K     | Matías Daniele                                            |
| 29 | ARG | CS    | Franco Jara                                               |
| 33 | ARG | V     | Rafael Delgado                                            |
| 34 | ARG | KP    | Gerónimo Heredia                                          |
| 35 | ARG | V     | Francisco Facello                                         |
| 37 | ARG | V     | Mariano Troilo                                            |
| 42 | ARG | KP    | Jeremías Lucco                                            |
| 45 | ARG | KP    | Agustín Baldi                                             |
| 53 | ARG | CS    | Juan Martín Velázquez                                     |

## Fordítás
Ez a szócikk részben vagy egészben  a   Club Atlético Belgrano című angol Wikipédia-szócikk fordításán alapul.  Az eredeti cikk szerkesztőit annak laptörténete sorolja fel. Ez a jelzés csupán a megfogalmazás eredetét és a szerzői jogokat jelzi, nem szolgál a cikkben szereplő információk forrásmegjelöléseként.